# John Nilsson (cyclisme)
Pour le joueur de football suédois, voir John Nilsson. Pour les homonymes, voir Nilsson.
John Nilsson (né le 12 septembre 1978 à Mora,) est un coureur cycliste suédois, actif dans les années 1990 et 2000. 

## Biographie
Plus jeune, John Nilsson pratique le ski. 
Il commence à courir en France à partir de 2001 en rejoignant le CC Étupes. Stagiaire chez Saint-Quentin-Oktos, il intègre ensuite l'AVC Aix-en-Provence en 2002, avec lequel il s'impose sur le Circuit méditerranéen, aux Boucles catalanes et au Tour de Franche-Comté. Il effectue un nouveau stage dans la formation Saint-Quentin-Oktos, mais n'obtient pas de contrat professionnel. 
En 2003, il brille de nouveau chez les amateurs en remportant le Grand Prix du Pays d'Aix, le Grand Prix du Pays d'Aix et Paris-Auxerre. Après ces performances, il passe finalement professionnel en 2004 au sein de l'équipe Auber 93. Lors de la saison 2005, il gagne Bordeaux-Saintes et termine notamment quatrième de la Classic Loire-Atlantique et du championnat de Suède, sixième du Tour du Limousin (3e d'une étape) ou encore neuvième de Cholet-Pays de la Loire, principalement grâce à ses qualités au sprint. 

## Palmarès et résultats

### Palmarès par année
- 2001
  - 2e de la Ronde du Canigou
  - 3e des Boucles catalanes
- 2002
  - Circuit méditerranéen
  - Boucles catalanes
  - Tour de Franche-Comté
- 2003
  - Grand Prix de Peymeinade
  - Grand Prix du Pays d'Aix
  - Semaine Azuréenne
  - Scandinavian Open Road Race
  - Tour de Tenerife
  - Paris-Auxerre
  - 3e du Trophée des Alpes de la Mer
- 2005
  - Bordeaux-Saintes

### Classements mondiaux
| Année           | 2005 | 2006 |
| --------------- | ---- | ---- |
| UCI Europe Tour | 138e | 897e |